# 스키 두바이

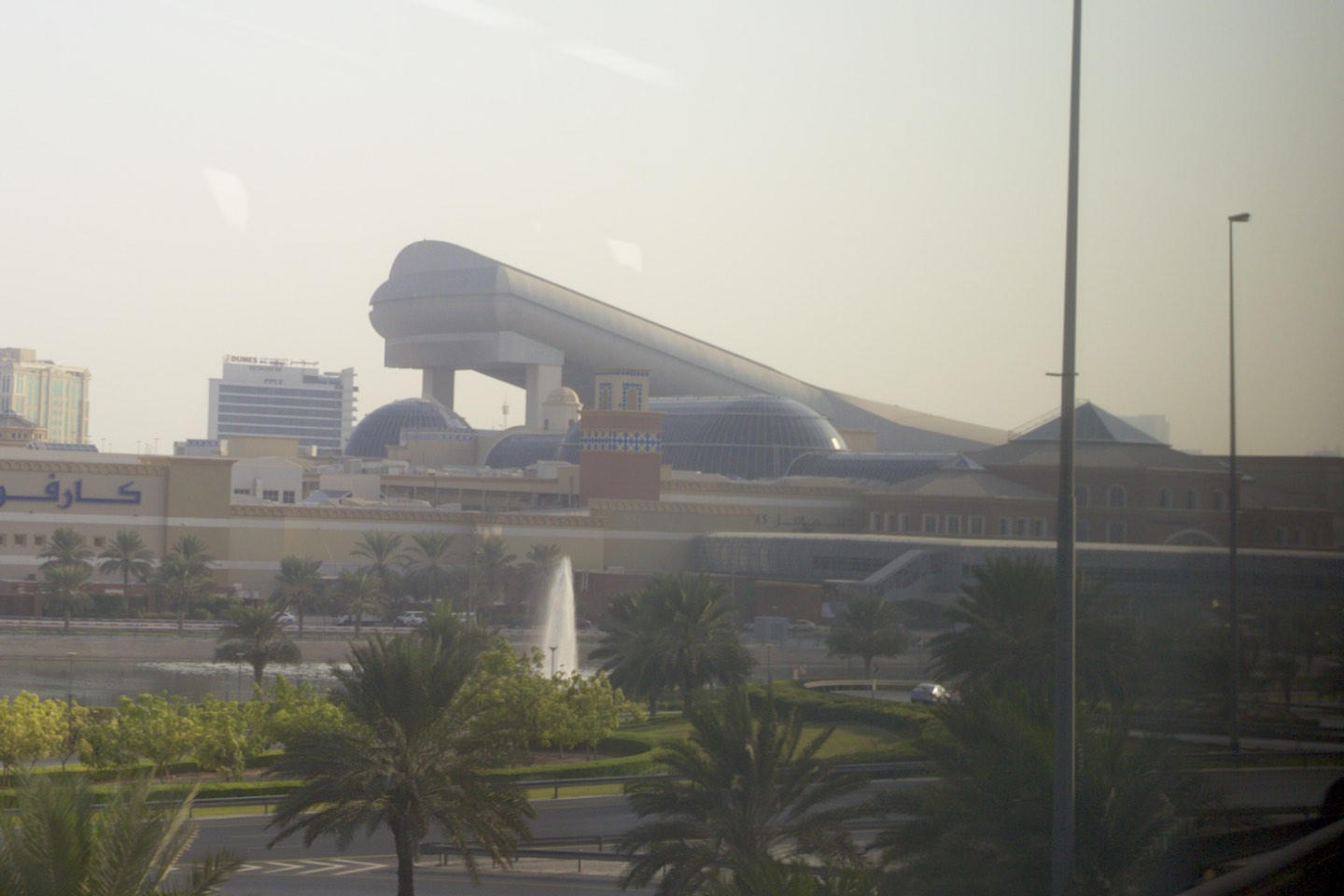

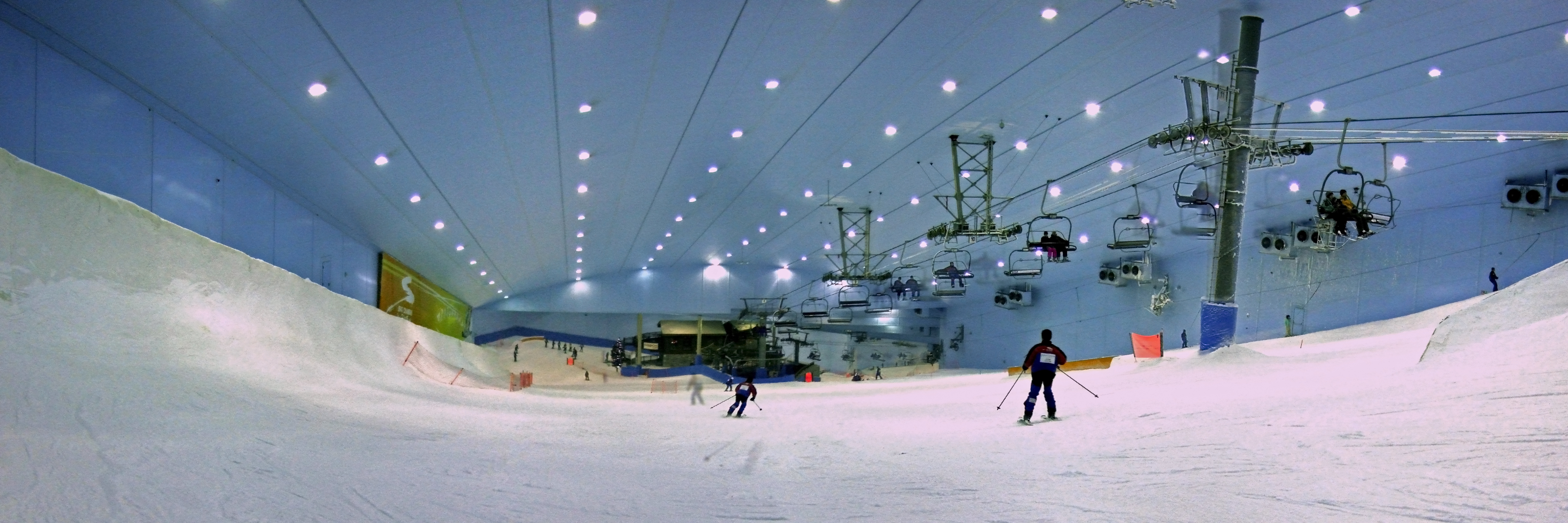
스키 두바이

스키 두바이(Ski Dubai)는 두바이에 위치한 실내 스키장이다. 몰 오브 디 에미리트라는 쇼핑몰 내에 위치하고 있다.
2005년 11월에 문을 연 이 실재 리조트에는 실내 마운틴이 85미터 높이(25층 높이)로 있으며 여러 기울기와 난이도를 갖춘 슬로프가 5개 있다.